# Petroleum Remediation Product
Das Petroleum Remediation Product (PRP) ist ein Material aus Bienenwachs, zur Absorption von Erdöl und anderen Kohlenwasserstoffen. Es handelt sich dabei um winzig kleine Wachsbläschen, die in der Lage sind Kohlenwasserstoffverbindungen aufzunehmen. Es wurde Anfang der 1990er Jahre von der US-Firma Petrol Rem gemeinsam mit Forschern des Jet Propulsion Laboratory (JPL) und des Marshall Space Flight Center der NASA entwickelt.
Als Vorteil wird genannt, dass sobald das Rohöl gebunden ist, das Wachs mitsamt dem Öl von natürlich vorkommenden Mikroorganismen aufgenommen und zu anderen Stoffen (CO2 und Wasser) verwertet wird.